# Pestszentlőrinc

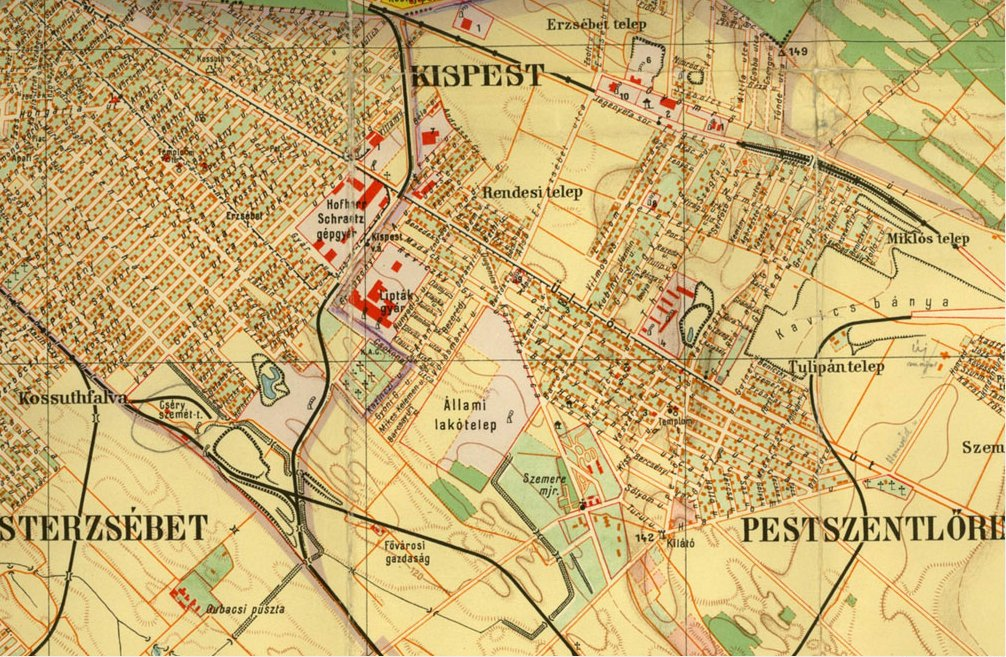
Pestszentlőrinc térképe 1920 körül

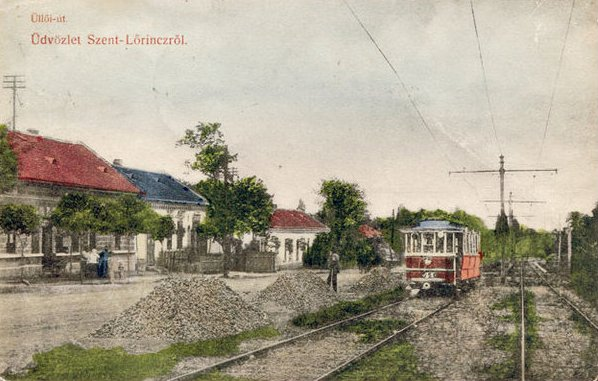
Képeslap: Az Üllői út 1900 nyarán, a villamos építésekor

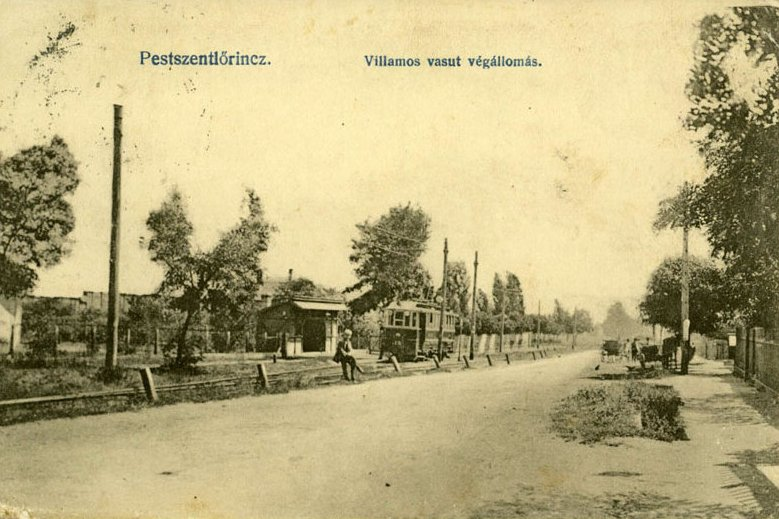
Képeslap: A villamos végállomása a mai Béke térnél, miután 1929-ben a vonalat egészen a város határáig meghosszabbították

Pestszentlőrinc (németül Sanktlorenz) egyike az 1950-ben Budapesthez csatolt megyei városoknak. Jelenleg Pestszentimrével (németül Sanktemmerick) együtt Budapest XVIII. kerületét alkotja.

## Fekvése
Pestszentlőrinc Budapest délkeleti részén, a Pesti-síkságon helyezkedik el. Északon Kispest és Kőbánya-Újhegy, keleten Rákoshegy, délen Vecsés és Pestszentimre, nyugaton pedig Soroksár határolja.

## Földrajza

### A felszín kialakulása
A település a Pesti-síkság északi részén, a Duna által a legutóbbi jégkorszakban kialakított ún. „teraszokon” fekszik. A teraszok a Duna mindenkori vízhozamának megfelelően alakultak ki a Duna folyami hordalékából: homokból, kavicsból és agyagból. Ha a kisebb vízhozam miatt a folyó lerakta hordalékát, akkor épültek, ha a nagyobb vízhozam bevágódott a hordalékba, akkor pusztultak a felszíni képződmények. A hordalékok között kisebb-nagyobb kiterjedésű „kavicsszigetek” is találhatóak, mint pl. a Szarvascsárda tér és a Petőfi utca-Gilice tér mentén húzódó területen, melynek kavicsbányáiban a jégkori felszínformálás, így a fagyékek és kavics-zsákok nyomai is fellelhetőek.

### Mai felszíne
A kerület mai felszíne hullámos, többnyire kelet felé emelkedik. Legmagasabb pontja a mai Álmos utcában, a X. és a XVII., valamint a XVIII. kerület határán található (149 m), legmélyebb pontja pedig a mai Méta utca-Nagykőrösi út találkozásánál és a Lajosmizsei sorompó környékén fekszik (116 m).

### Vizei
A legtöbb felszíni víz a Gyáli-patak 7-es ágába folyik. A Lakatos-út Margó Tivadar utca-Baross utca-Kolozsvár utca vonalában épült ki a Sósmocsár-árok, mely ezen szakaszokon a felszín alatt, majd a Közdülő utca mentén nyílt árokban halad a Duna felé.
A Duna egykori medrének mélyebb területein a jégkorszak után is fennmaradtak a mocsaras-lápos területek, melyek lecsapolását a 19-20. században végezték el (pl. a mai Havanna-lakótelep vagy a Kispesti Erőmű területén). A felszín alatti agyagréteg mélysége is változó, ezért a talajvíz a lecsapolás után is veszélyeztet bizonyos városrészeket. A talajvíz hozta létre Pestszentlőrinc tavait is: a Balázs-féle téglagyár gödreit 1930-ban az állandó vízbetörések miatt kellett felhagyni, strandként majd horgásztóként hasznosították (Balázs-tó). Egykori bányagödör vízelöntésével keletkezett a Nefelejcs utcai Büdös-tó is.

## Városrészei
Városrészei (a kialakulás évével): Nyaralótelep (Villatelep, 1875-, ma: Lónyaytelep), Ezerháztelep (1887-, ma Bókaytelep része), Bókaytelep (1898–), Rendessytelep, Újmajor (ma Miklóstelep része), Kavicsbánya (ma Lőrinci temető, Miklóstelep része), Erzsébettelep (1902–), Ó-Szemeretelep, Liptáktelep (1910–), Állami lakótelep (1921–), Új-Szemeretelep (1928–), Szent Imre-kertváros (1929–), Rokkanttelep (ma: Miklóstelep), Tulipántelep (ma Miklóstelep része), Ferihegy, Halmierdő, Madártelep (ma Gloriett-telep része), Gloriett-kertváros (ma Gloriett-telep része)
Később hozzácsatolt településrészek: Bélatelep (1920-as évek eleje, 1948-ig Rákoskeresztúrhoz tartozott), Ganztelep (vagy Csákyliget, 1929-, 1945-ig Vecséshez tartozott), Ganzkertváros (1930-as évek elejétől, 1945-ig Vecséshez tartozott),

## Népessége
Pestszentlőrinc népessége az 1800-as évek utolsó évtizedeiben, a parcellázások beindulásával évente több mint 1%-kal növekedett. A növekedés üteme a 20. század első évtizedeiben 0,9% körül mozgott, csak az 1930-as években csökken a még mindig kiemelkedő 0,6%-os értékre. A növekedést a magas természetes szaporodás mellett mindvégig a településre történő új beköltözések magas száma növelte a leginkább.
| Év         | Népesség |
| ---------- | -------- |
| 1869       | 361      |
| 1890       | 896      |
| 1900       | 5952     |
| 1910       | 7824     |
| 1920 körül | 12 000   |
| 1925       | 18 269   |
| 1930       | 39 223   |
| 1941       | 59 219   |
| 1949       | 58 722   |
| 1960       | 69 621   |
| 1970       | 92 154   |
| 1980       | 90 617   |
| 1990       | 97 700   |
| 2001       | 96 353   |
| 2011       | 98 499   |
| 2019       | 100 725  |

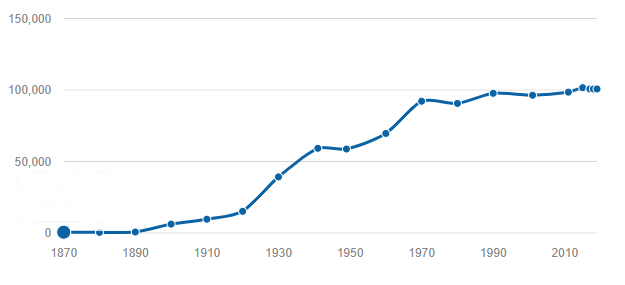
Pestszentlőrinc népességszámának alakulása 1869–2019 között.

(A külön nem hivatkozott adatok lelőhelye: Dr. Téglás Tivadar Pestszentlőrinc krónikája, Bp. 1996)
Az 1930-as években a lakosság legnagyobb részét a nagyipari munkásság adta. Az országos átlagnál nagyobb volt a polgárság (állami- és közalkalmazottak, magántisztviselők, önálló iparosok, kereskedők) aránya is. A lakosság kb 62%-a a római katolikus, 22%-a a református, 9%-a az evangélikus és 3%-a a zsidó felekezethez tartozott. Ezek mellett jelentős volt az unitárius vallás Erdélyből áttelepült híveinek száma is.

## Pestszentlőrincen születtek
- 1917 Kincses Mihály válogatott labdarúgó, csatár, jobbszélső
- 1906 Legányi Béla Norbert bencés rendi főapát, pedagógus
- 1931 Szarka István 1954-ben a Tőzsdepalotában részt vett az első magyar televízió-stúdió elkészítésében
- 1932 Szommerauer János a Hammond Manufacturing Guelph-i (Kanada) Transzformátorgyár tervező mérnöke
- 1932 Tóth Kálmán magyar kémikus, a kémiai tudományok kandidátusa
- 1920 Zala Tibor Munkácsy Mihály-díjas grafikusművész
- 1926 Horányi Mátyás irodalomtörténész
- 1928 Szentessy Zoltán magyar színész
- 1929 Krizsán László történész,levéltáros

## Pestszentlőrincen éltek, dolgoztak

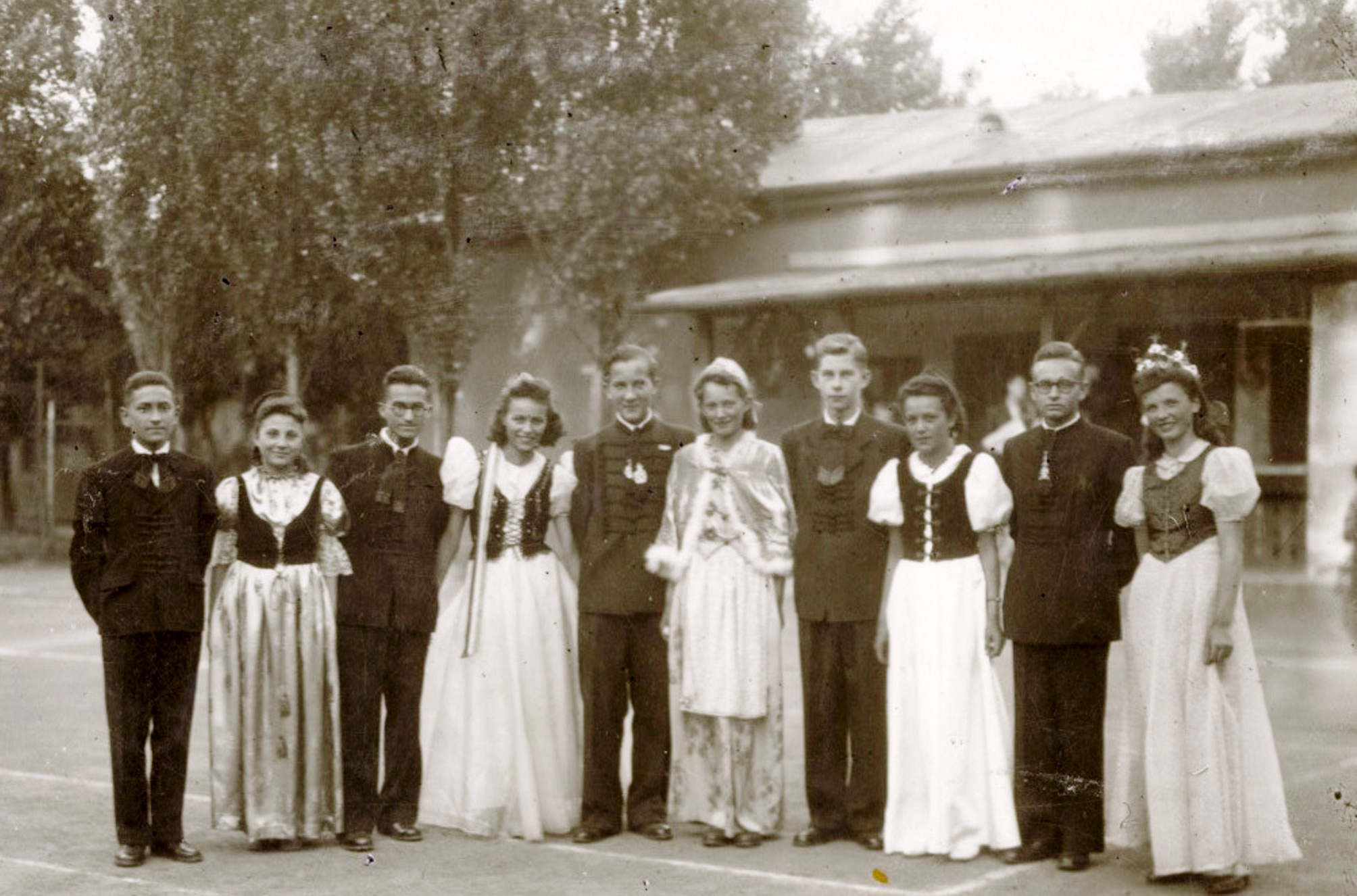
Komlós Juci és barátai az Állami lakótelepi kultúrház előtt

- Balogh Géza főjegyző, az első polgármester (1936–1944)
- Bánky Vilma szülei
- dr. Bókay Árpád egyetemi tanár, az MTA levelező tagja
- Borics Pál szobrász
- Csepregi Éva énekesnő, a Neoton Família tagja
- Chochol Károly fotográfus, fotóriporter
- Deák Ferenc (Bamba) a Szentlőrinci AC labdarúgója, az 1945–1946 idényben 34 mérkőzésen 66 gólt rúgott ami máig világrekord
- dr. Domsitz Béla orvos
- báró Eötvös Loránd vallás- és közoktatásügyi miniszter
- Fedák Sári színésznő, A Nemzeti Egység Pártja helyi szervezete női csoportjának elnöke, képviselő
- dr. Finszter Géza kriminológus
- Györffy László, író, színész és dramaturg
- Hartai Sándor a Karinthy Frigyes Gimnázium igazgatója
- Havass Imre főügyészhelyettes
- Hofherr Albert a Hofherr és Schrantz Gépgyár vezetője, a „Kispesti általános Ipartestület” díszelnöke
- Kertész Ede pedagógus, igazgató Vörösmarty Mihály Ének-zenei Nyelvi Általános Iskola és Gimnázium (1957–1967)
- Kincses Mihály válogatott labdarúgó, csatár, jobbszélső
- Klados Gusztáv metróguru a csalagút egyik főépítésvezetője
- Komlós Juci A Nemzet Színésze
- Komlós Vilmos színész
- Kondor Béla festőművész
- dr. Krepuska Géza fülész, egyetemi tanár, szőlőnemesítő
- Legányi Béla Norbert bencés rendi főapát, pedagógus
- Lónyay Menyhért miniszterelnök, az MTA elnöke
- Mayerffy Xavér Ferenc szőlőtermesztő, Ferihegy névadója
- dr. Margó Tivadar egyetemi tanár, MTA-tag
- dr. Mester László polgármester, országgyűlési képviselő
- Mészáros Sándor vegyészmérnök, főiskolai tanár, feltaláló
- Miklóssy Dezső színész, énekes, bábművész
- dr. Nemcsics Antal a színdinamika megteremtője
- Pais István filozófiatörténész, író
- Puskás Tivadar a telefonhírmondó feltalálója
- Sas József színész, rendező, író, a Mikroszkóp Színpad volt igazgatója
- Somogyi László plébános
- Szarka István 1954-ben a Tőzsdepalotában részt vett az első magyar televízió-stúdió elkészítésében
- Szemere Miklós kamarás, lótenyésztő, követségi munkatárs
- Szommerauer János a Hammond Manufacturing Guelph-i (Kanada) Transzformátorgyár tervező mérnöke
- dr. Téglás Tivadar pedagógus, helytörténész
- Tóth Nándor matematikatanár
- Tapasztó János színművész, bábszínész oktató, az Állami Déryné Színház egyik alapító tagja
- Tunyogi István színművész, a Lőrinci Színpad alapítója
- Vadon János műsorvezető
- Zala Tibor Munkácsy Mihály-díjas grafikusművész
- dr. Zsebők Zoltán radiológus, Kossuth-díjas